# XCOPY (художник)
XCOPY — цифровой художник, активно работающий в области Crypto Art и NFT. Его настоящая личность неизвестна. Он создаёт цифровые произведения искусства в жанре глитч-арт, обычно касающиеся смерти, антиутопии и апатии, с помощью мигающих образов и искажённых циклов, часто с намёками криптовалютному сообществу. Некоторые из его самых известных работ выпущены по лицензии CC0 и он является одним из самых продаваемых художников NFT.

## NFT
XCOPY известен как один из первых цифровых художников, создавших NFT, связанные со своими работами. Его работы впервые были связаны с NFT в 2018 году через такие платформы, как SuperRare и другие.

## Известные работы

### Щёлкните правой кнопкой мыши и сохраните (как парень)
Щёлкните правой кнопкой мыши и сохраните (как парень) — одна из самых известных работ XCOPY. Название относится к распространённой критике произведений NFT за то, что любой может сохранить копию из Интернета, щёлкнув изображение правой кнопкой мыши.
Последний раз NFT, связанный с изделием, был продан примерно за 7 000 000 долларов 9 декабря 2021 года, что сделало его одним из самых продаваемых NFT.

### Мошенники
15 декабря 2021 года XCOPY запустила «Мошенники» через платформу Async Art Blueprints, коллекцию из 666 произведений искусства, которые обычно используются в качестве аватаров в онлайн-сообществах.

### Макс Пейн
В марте 2022 года XCOPY выпустила новую работу — Max Pain на платформе Nifty Gateway NFT. В этой работе тоже художник создал работу в своём стиле, основанную на мерцающей анимации и изображении черепа. NFT продавался всего 10 минут и стоил 3180 долларов, что равнялось примерно 1 Ethereum по обменному курсу тогда. Он продал 7 394 копии своей работы и заработал около 23 миллионов долларов за 10 минут.

## Художественные выставки и показы
- Выставка «Lugano NFT Week» на вилле Ciani в Лугано, 2021 г.[7]
- «CryptOGs»: пионеры искусства NFT на Bonhams, 2021 г.[8]
- Выставка «DART2121» в Museo della Permanente в Милане, 2021 г.[9]
- Выставка «Milano Art Week 2022» в Милане, 2022[10]